# Kanonbåden Møen
Kanonbåden Møen var et dansk krigsskib, der blev søsat i 1875 og hejste kommando første gang i 1876. Møen forliste i 1901 under en øvelsesskydning. Skibet var opkaldt efter øen Møn og var det sjette af foreløbigt syv skibe i den danske flåde med dette navn.

## Konstruktion
Der var - især i politiske kredse - stor interesse for små, forholdsvist billige kanononbåde, der i udgaven med en enkelt kraftig kanon tilsyneladende leverede meget for pengene. Kanonbåden Drogden var den første, men den viste sig hurtigt at være for lille til praktisk brug, så i stedet blev der i 1872 påbegyndt to større kanonbåde på Orlogsværftet, baseret på den britiske Ant-klasse (også omtalt som Scourge-klassen). Tegningerne til Falster-klassen blev udført af Orlogsværftets konstruktør C. Kildentoft.
Spørgsmålet om, hvilken kanontype, der skulle bestilles, blev grundigt undersøgt. Marineministeriet forespurgte hos Generalinspektøren for Søartilleriet, og han sendte spørgsmålet videre til artilleri- og konstruktionskomissionen, der konkluderede, at bagladekanonerne fra Krupp var de bedst egnede, men man kunne på daværende tidpunkt (1873) ikke have fuld tillid til leveringssikkerheden, så valget faldt i stedet på riflede forladekanoner fra Armstrong i England. Der var tale om 25,4 cm kanoner (10 ") med en projektilvægt på 182 kg, svarende til de kanoner, der var anskaffet til panserskibene Odin og Gorm. På søsterskibet Falster kunne kanonen afgive et skud cirka hvert syvende minut, men på Møen ønskede Marinens ledelse af afprøve en hydraulisk lademekanisme, så kanonen ikke længere skulle lades ved håndkraft. Apparatet var anbragt i forskibet, trukket af en dampmaskine, og det betød, at Møen kunne afgive et skud hvert tredje minut. Som Thiede skriver, nåede betjeningen af forladekanonerne et højdepunkt "netop som flåden i 1876 stod på tærsklen til indførelse af bagladeskyts." Kanonens granater kunne på 628 meters afstand (1.000 alen) gennembryde 270 mm smedejernspanser.
Møen medførte også to lette riflede forladekanoner, der både kunne bruges til salutering og til forsvar mod mindre skibe. De kunne afgive 1-2 skud per minut. Disse kanoner blev i begyndelsen af 1880'erne erstattet med seks 37 mm revolverkanoner fra Hotchkiss.

## Tjeneste
Møen hejste kommando første gang 24. august 1876, hvor skibet indgik i årets eskadre. Eskadretjenesten blev gentaget i 1878 og 1880 og derefter hvert tredje år i perioden 1883 til 1901. Desuden fungerede Møen i sommeren 1887 som et af årets kadetskibe. I efteråret 1892 og igen i efteråret 1901 blev Møen brugt til skydeforsøg. Under øvelsen den 30. september 1901 gik det galt. Møen var sammen med panserskibet Skjold ankret op nord for Middelgrundsfortet, og hensigten var at afprøve brisantgranater. Disse granater blev på grund af sprængfaren anset for ret ustabile, og til større kanoner blev de slet ikke medtaget på skibene i fredstid, og når de blev affyret, skete det med reduceret ladning. Det medførte en del kritik, og Marinens ledelse besluttede derfor at lave forsøg med anvendelse af brisantgranter på store kanoner med krigsladning. Forsøget blev anset for risikabelt, og derfor blev Møens besætning efter hver opladning flyttet over på Skjold og kanonen blev affyret via kabel. De første to affyringer gik godt, men ved den tredje skete der to voldsomme eksplosioner, og Møen blev ødelagt og sank. Steensen skriver, at den første eksplosion formentlig sprængte kanonløbet og satte skibet i brand, hvorefter resten af ammunitionen eksploderede fire sekunder senere. Møen blev indhyllet i tæt, hvid røg, og da den lettede, var skibet forsvundet.

## Eksterne links
- Wikimedia Commons har flere filer relateret til Kanonbåden Møen
- Søsterskibet Falsters kartotekskort i Den sorte Registrant. Bevaret på archive.org